# 2018 AG37
2018 AG37 (preliminärt namn) eller Far Far Out (smeknamn) är ett objekt beläget bortom planeten Neptunus och upptäckt på ett avstånd på mer än 100 AE (15 miljarder km) från solen. Det observerades i januari 2018 under en sökning efter den hypotetiska ”Planet Nio”, och tillkännagavs i ett pressmeddelande 21 februari 2019, av astronomerna Scott Sheppard, David Tholen och Chad Trujillo, som gav objektet smeknamnet "Far Far Out" för att betona dess avstånd från solen. Objektet beräknas ha en genomsnittlig diameter av 400 km.

## Distans
Objektet beräknades ursprungligen befinna sig ca 140 AE (21 miljarder km) från solen, men med en mycket kort observationssekvens har osäkerheterna i detta uppskattade avstånd inte publicerats. Sedan februari 2019 är det emellertid den mest avlägsna observerade medlemmen i solsystemet.
Många kometer i parabolnära banor befinner sig dock mycket längre från solen. Caesars komet (C/-43 K1) beräknas vara mer än 800 AE (120 miljarder km) från solen och kometen Donati (C/1858 L1) är 145 AE (22 miljarder km) från solen.